# Heereskavallerie

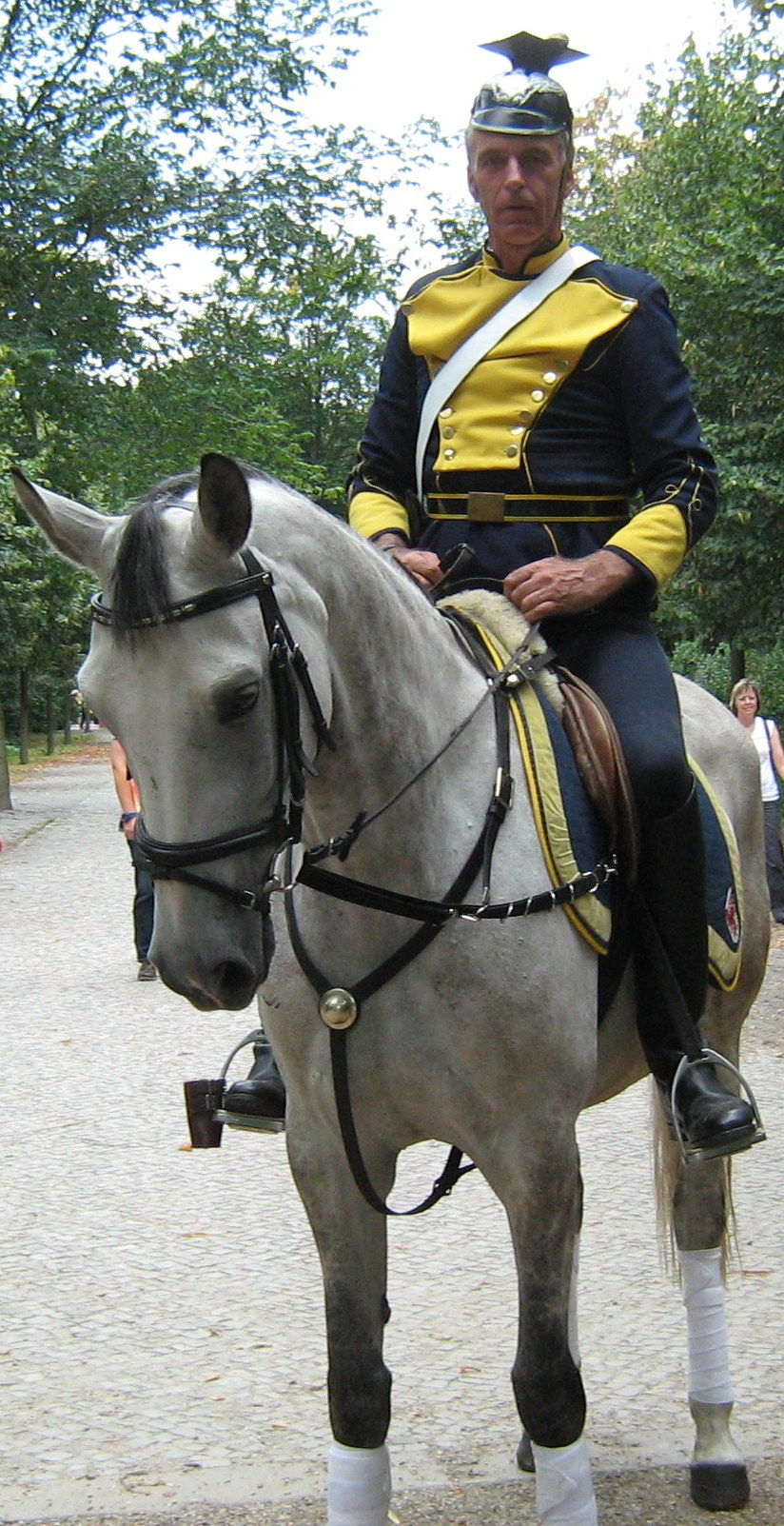
Heereskavallerie Reenactment

Als Heereskavallerie wurde beim deutschen Heer im Ersten Weltkrieg die in Großverbänden zusammengefasste Kavallerie bezeichnet.

## Erster Weltkrieg
Die Heereskavallerie hatte die Aufgabe der operativen Aufklärung und der Verschleierung eigener großer Truppenbewegungen oder -ansammlungen und deren Sicherung. Sie wurde daher vor der Masse der Infanterie oder wegen ihrer Beweglichkeit an exponierten Flanken eingesetzt. Nach dem Übergang zum Stellungskrieg an der Westfront bestand nur noch an der Ostfront ab 1915 die Möglichkeit für ihren Einsatz. Im Laufe des weiteren Kriegsverlaufs mussten die meisten Regimenter ihre Pferde abgeben und wurden in Kavallerie-Schützen-Regimenter umgewandelt.
Die Heereskavallerie wurde bei der Mobilmachung in neu aufgestellte Korps gegliedert, die offiziell Höheres Kavallerie-Kommando (H.K.K.) hießen. 1914 bestanden zunächst vier H.K.K. (mit insgesamt 66 Regimentern), von denen bereits im Dezember 1914 zwei aufgelöst wurden, 1915 kamen jedoch wieder zwei neue hinzu. Bei Kriegsende gab es nur noch die 1. und 2. Kavallerie-Division sowie die Königlich Bayerische Kavallerie-Division.